# Eva Sköld
Eva Arna Ottesdotter Sköld-Celander, ogift Sköld, född 18 juli 1928 i Engelbrekts församling i Stockholm, död 27 juni 1999 i Malmö Sankt Petri församling,
 var en svensk teaterregissör.

## Biografi
Sköld utbildades vid Kungliga Teaterns balettskola 1936–1939, sedan i London vid Royal Academy of Dramatic Art 1947–1948 och anrika Old Vic 1948–1950, varefter hon var regiassistent/scripta på scen och film åt bland andra Ingmar Bergman, Alf Sjöberg och Hasse Ekman, på bland annat Intima teatern 1950–1953. Hon engagerades 1954 till Malmö stadsteater, där hon verkade under större delen av sin karriär fram till 1993. Under åren 1980 till 1983 var hon även teaterns dramachef och var då upphov till teaterns tidigare Konsthallsscen på Malmö Konsthall. Hon var gästregissör och konstnärlig rådgivare 1967–1969 vid Trøndelag Teater och 1971–1977 vid Nationaltheatret i Oslo.
Skölds uppsättningar präglades av en stark intellektualitet, som ofta skapade debatt. År 1972 erhöll hon Kvällspostens Thaliapris.
Hon medverkade i filmerna Den blodiga tiden (1960) och Hela mitt liv har varit konst (1996).
Sköld invaldes år 1981 som ledamot i Skånska Akademien, representerande scenkonst.

### Familj
Eva Sköld var dotter till konstnären Otte Sköld och kusin till Bo Sköld. Hon var gift tre gånger, första gången 1949–1952 gift med journalisten Gerald Tutton (född 1924) från London, andra gången 1952–1958 med skådespelaren Rolf Carlsten (född 1926) och tredje gången 1958 med advokaten Sven Celander (1918–1966). Bland hennes barn märks teaterchefen Johan Celander (född 1958). Eva Sköld är begravd på Gödelövs kyrkogård.

## Teater

### Regi (ej komplett)
| År   | Produktion                                                        | Upphovsmän                                                         | Teater                   |
| ---- | ----------------------------------------------------------------- | ------------------------------------------------------------------ | ------------------------ |
| 1954 | Henrik och Pernille Henrich og Pernille                           | Ludvig Holberg                                                     | Malmö Stadsteater        |
| 1955 | Vår egen ö                                                        | Leck Fischer Översättning Palle Granditsky                         | Malmö Stadsteater        |
| 1957 | Spindelnätet The Spider's Web                                     | Agatha Christie Översättning Eva Tisell                            | Helsingborgs stadsteater |
| 1957 | Gigi                                                              | Colette                                                            | Intiman                  |
| 1957 | Job Klockmakares dotter                                           | Sara Lidman                                                        | Riksteatern              |
| 1958 | Turturduvans röst The Voice of the Turtle                         | John Van Druten                                                    | Riksteatern              |
| 1960 | Kung för en natt                                                  | Hans Lang                                                          | Scalateatern             |
| 1961 | Doft av honung A Taste of Honey                                   | Shelagh Delaney                                                    | Riksteatern              |
| 1961 | Så tuktas kärleken La Répétition ou l'Amour puni                  | Jean Anouilh                                                       | Helsingborgs stadsteater |
| 1964 | Bernardas hus La casa de Bernarda Alba                            | Federico García Lorca Översättning Karin Alin och Hjalmar Gullberg | Malmö stadsteater        |
| 1965 | Den sönderslagna krukan                                           | Heinrich von Kleist                                                | Malmö stadsteater        |
| 1965 | Tartuffe                                                          | Molière                                                            | Malmö Stadsteater        |
| 1965 | Fallet Oppenheimer In der sache J.Robert Oppenheimer              | Heinar Kipphardt Översättning Vera Leiser och Erwin Leiser         | Malmö stadsteater        |
| 1966 | Adam och Vera i Blackeberg                                        | Bo Sköld                                                           | Malmö stadsteater        |
| 1966 | Orkestern L'Orchestre                                             | Jean Anouilh Översättning Lennart Lagerwall                        | Malmö stadsteater        |
| 1966 | Romeo och Julia Romeo and Juliet                                  | William Shakespeare                                                | Malmö Stadsteater        |
| 1967 | Den girige L'Avare                                                | Molière Översättning Allan Bergstrand                              | Malmö Stadsteater        |
| 1968 | Markurells i Wadköping                                            | Hjalmar Bergman                                                    | Malmö Stadsteater        |
| 1968 | Trojanskorna Τρῳάδες, Trōiades                                    | Euripides Översättning Britt G Hallqvist                           | Malmö Stadsteater        |
| 1969 | Julius Caesar                                                     | William Shakespeare Översättning Allan Bergstrand                  | Malmö stadsteater        |
| 1969 | Din stund på jorden                                               |                                                                    | Malmö Stadsteater        |
| 1970 | Guldfiskarna eller Min fader hjälten                              |                                                                    | Malmö Stadsteater        |
| 1971 | Äktenskapsskolan                                                  | Molière                                                            | Malmö Stadsteater        |
| 1971 | Coctailpartyt                                                     | T.S. Eliot                                                         | Malmö Stadsteater        |
| 1972 | Gammastrålars effekt på ringblommor                               |                                                                    | Malmö Stadsteater        |
| 1972 | Tjena Gary                                                        |                                                                    | Malmö Stadsteater        |
| 1973 | Major Barbara                                                     | George Bernard Shaw Översättning Johan Falck                       | Malmö Stadsteater        |
| 1973 | Trettondagsafton eller Vad Ni Vill Twelfth Night of What You Will |                                                                    | Malmö Stadsteater        |
| 1974 | I nya världen                                                     |                                                                    | Malmö Stadsteater        |
| 1974 | Fem kvinnor                                                       |                                                                    | Malmö Stadsteater        |
| 1976 | Fröken Rosita (Blommornas språk)                                  |                                                                    | Malmö Stadsteater        |
| 1978 | Det går an                                                        | Carl Jonas Love Almqvist                                           | Malmö Stadsteater        |
| 1978 | Stolarna                                                          | Eugene Ionesco                                                     | Malmö Stadsteater        |
| 1979 | Klubbat! Ten Times Table                                          | Alan Ayckbourn Översättning Anna och Sture Pyk                     | Malmö Stadsteater        |
| 1980 | Gertrud                                                           | Hjalmar Söderberg                                                  | Malmö Stadsteater        |
| 1980 | Vildanden                                                         | Henrik Ibsen Översättning Arne Törnquist                           | Malmö Stadsteater        |
| 1980 | Farmor och Vår Herre                                              | Hjalmar Bergman                                                    | Malmö Stadsteater        |
| 1981 | Blodsbröllop Bodas de Sangre                                      | Federico García Lorca Bearbetning Eva Sköld                        | Malmö stadsteater        |
| 1981 | Domare i natten                                                   |                                                                    | Malmö Stadsteater        |
| 1982 | Tartuffe                                                          | Molière                                                            | Malmö Stadsteater        |
| 1984 | En sommardag                                                      |                                                                    | Malmö Stadsteater        |
| 1985 | Ghetto                                                            |                                                                    | Malmö Stadsteater        |
| 1986 | Vägen till Mecka The Road to Mecca                                | Athol Fugard Översättning P.G. Engel                               | Malmö Stadsteater        |
| 1987 | Bröderna Lejonhjärta                                              | Astrid Lindgren                                                    | Malmö Stadsteater        |
| 1987 | Lärda fruntimmer                                                  | Molière                                                            | Malmö Stadsteater        |
| 1988 | Bröderna Lejonhjärta                                              | Astrid Lindgren Dramatisering Eva Sköld                            | Malmö stadsteater        |
| 1988 | I lodjurets timma                                                 | Per Olov Enquist                                                   | Malmö Stadsteater        |
| 1989 | Hjältekonungens dotter                                            | Ingegerd Monthan Dramatisering Eva Sköld                           | Malmö stadsteater        |
| 1990 | Don Juan eller Stengästen Dom Juan ou Le Festin de pierre         | Molière Översättning Allan Bergstrand                              | Malmö Stadsteater        |
| 1990 | Mein Kampf                                                        |                                                                    | Malmö Stadsteater        |
| 1991 | Repetitionen eller Den straffade kärleken                         |                                                                    | Malmö Stadsteater        |